# Pluta, Mehedinți
Pluta este un sat în comuna Butoiești din județul Mehedinți, Oltenia, România.